# Wachtang Iagoraschwili
Wachtang Iagoraschwili (georgisch ვახტანგ იაგორაშვილი; * 5. April 1964 in Tiflis, Georgische SSR) ist ein ehemaliger Pentathlet, der im Laufe seiner Karriere für drei verschiedene Länder an Olympischen Spielen teilnahm.

## Karriere
Iagoraschwili war 1988 Teil der sowjetischen Mannschaft bei den Olympischen Spielen in Seoul. Im Einzelwettkampf errang er den dritten Platz und gewann somit hinter János Martinek und Carlo Massullo die Bronzemedaille. Mit der Mannschaft belegte er den fünften Rang. Nach dem Zerfall der Sowjetunion emigrierte er in die Vereinigten Staaten und arbeitete dort zunächst als Sportlehrer in Austin. In seiner Geburtsstadt Tiflis hatte er 1985 einen Abschluss in Leibes- und Körpererziehung erhalten.
1996 trat er in Atlanta zu seinen zweiten Olympischen Spielen an, diesmal für sein Heimatland Georgien. Im Einzel erreichte er den 20. Platz. Nach den Spielen wechselte er zum US-amerikanischen Verband. Seine dritte Olympiateilnahme erfolgte schließlich 2004 in Athen, wo er im Alter von 40 Jahren als Neunter in der Einzelkonkurrenz nochmals eine Top-Ten-Platzierung erzielte. Er fungierte bei den Spielen gleichzeitig als Trainer der Fünfkampfdelegation, ein Amt, das er ohne eigene aktive Teilnahme ebenso bereits im Jahr 2000 ausgeübt hatte.
Mit der sowjetischen Mannschaft wurde Iagoraschwili 1989 im Mannschaftswettbewerb Vizeweltmeister, mit der Staffel belegte er Rang drei. Im Jahr darauf gewann er mit der Mannschaft die Weltmeisterschaft. Zudem wurde er unter sowjetischer Flagge dreimal Europameister. Als Teil des US-amerikanischen Kaders war er ebenfalls bei Weltmeisterschaften erfolgreich. 1997 wurde er mit der Staffel Weltmeister, 1998 sicherte er sich als Zweiter hinter Sébastien Deleigne den Gewinn der Vizeweltmeisterschaft. In der Staffel gelang ihm 1999 mit Rang drei eine weitere Podestplatzierung, im Jahr 2000 sogar der Titelgewinn. Bei den Panamerikanischen Spielen 2003 gewann er die Goldmedaille im Einzel. Seinen letzten internationalen Erfolg erzielte er 2004, als er abermals mit der Staffel Vizeweltmeister wurde. Auf nationaler Ebene gewann er Landesmeistertitel in der Sowjetunion und den Vereinigten Staaten.
Er ist seit 1996 verheiratet mit der US-Amerikanerin Mary Beth Larsen, die ebenfalls olympische Pentathletin war.  Das Paar hat einen gemeinsamen Sohn. Nach seinem Karriereende betrieb Iagoraschwili einen Fechtclub in Wilmington, Massachusetts, und war Fechttrainer des Round Rock Fencing Club in Austin. 2012 wurde er Fecht-Assistenztrainer an der Pennsylvania State University.